# John Glas
John Glas (5 octobre 1695 - 2 novembre 1773) est un ecclésiastique écossais qui lance le mouvement de l'église glasite.

## Biographie

### Les premières années
Il est né à Auchtermuchty, Fife, où son père est pasteur de la paroisse. Il fait ses études à Kinclaven et à la Perth Grammar School, obtient son diplôme de l'Université de St Andrews en 1713 et termine ses études pour le ministère à Édimbourg. Il est autorisé comme prédicateur par le synode de Dunkeld, et peu après ordonné par celui de Dundee comme ministre de la paroisse de Tealing (1719), où sa prédication créé bientôt une grande congrégation. Au début de son ministère, il est interrompu alors qu'il donne une conférence sur le Petit Catéchisme par la question « Comment le Christ exécute-t-il l'office d'un roi ? Cela conduit à un examen de la fondation du Nouveau Testament de l'Église chrétienne, et en 1725, dans une lettre à Francis Archibald, ministre de Guthrie, Forfarshire, il répudie l'obligation des alliances nationales.

### Société séparée
La même année, il forme une société distincte de la multitude, de près d'une centaine de personnes, venus de sa propre paroisse et des paroisses voisines. Les membres de cette ecclesiola in ecclesia s'engagent à s'unir dans la confession chrétienne, à suivre le Christ Seigneur comme justicier de son peuple, à marcher ensemble dans l'amour fraternel, et dans les devoirs de celui-ci, en se soumettant à Glas comme leur surveillant dans le Seigneur, d'observer la Cène du Seigneur une fois par mois et de se soumettre à la loi du Seigneur pour éliminer les infractions. De la doctrine scripturaire de la nature essentiellement spirituelle du royaume du Christ, Glas dans son enseignement public tire les conclusions que :
- il n'y a pas de garantie dans le Nouveau Testament pour une église nationale
- le magistrat en tant que tel n'a aucune fonction dans l'église
- Les alliances nationales sont sans fondement scripturaire
- la vraie Réforme ne peut pas être réalisée par des armes politiques et séculaires mais par la parole et l'esprit du Christ seulement.

### Traité

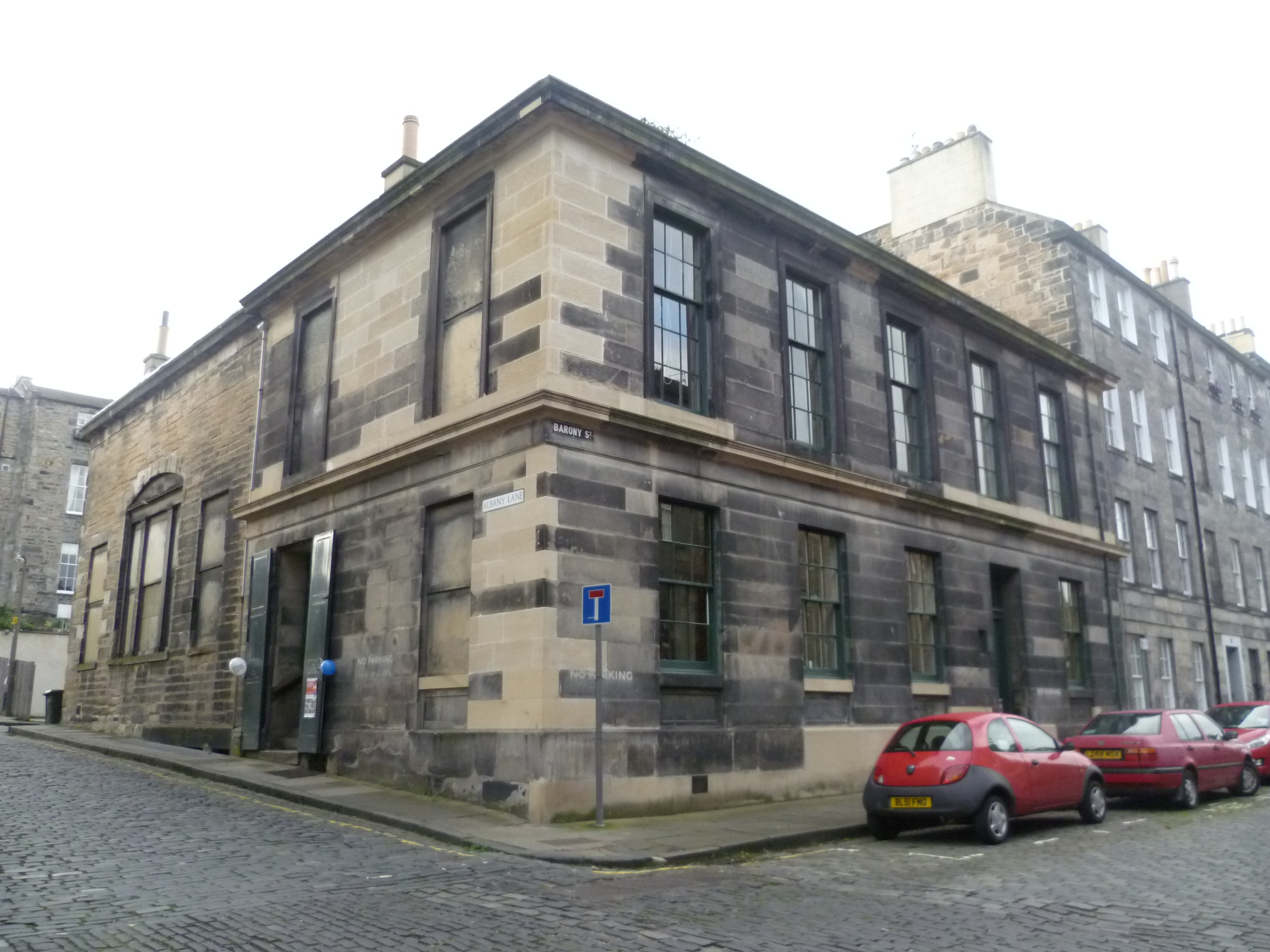
Lieu de rencontre des Glasite, Édimbourg (1835)

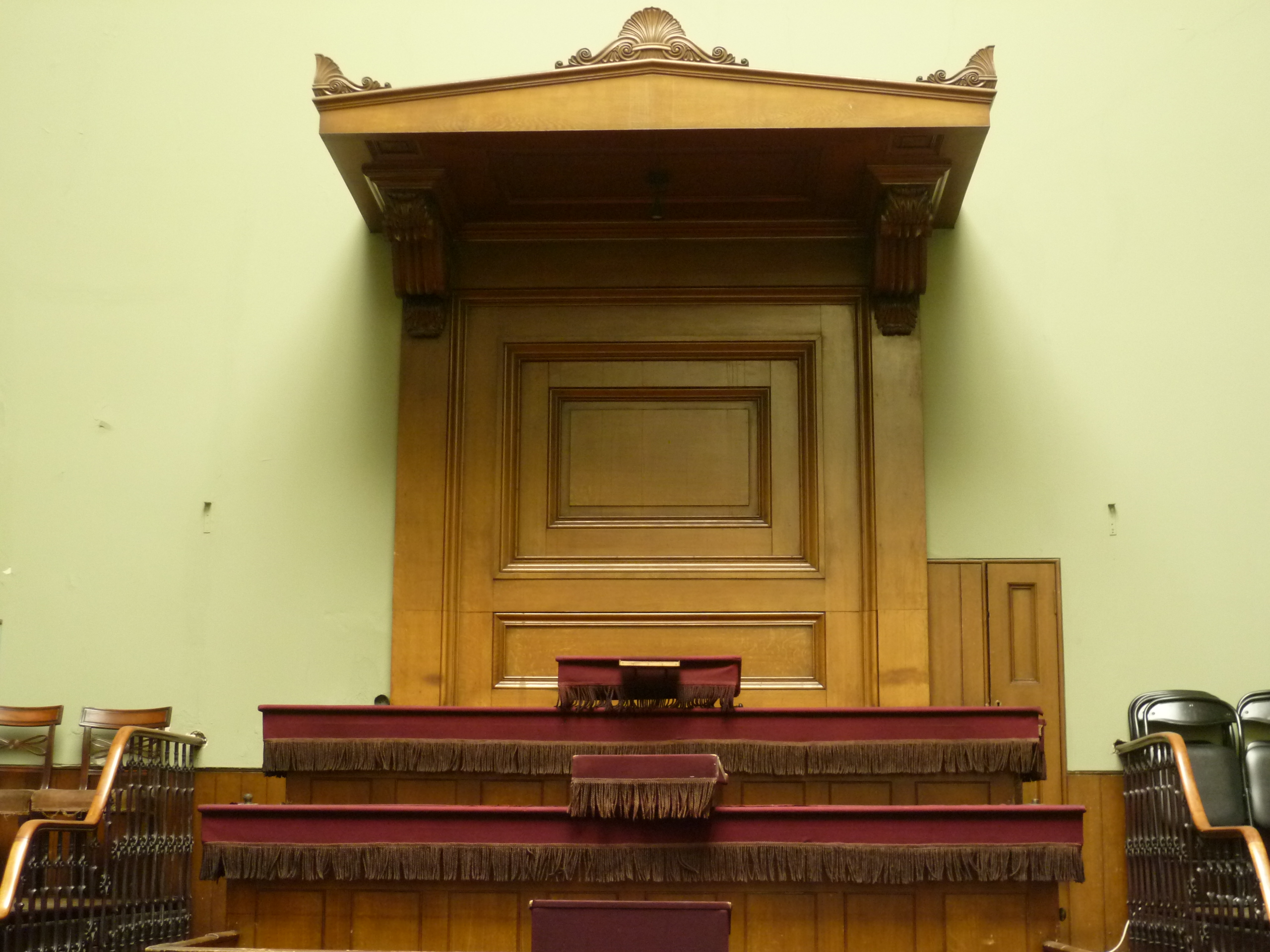
Chaire Glasite par David Bryce

Cet enseignement est le plus pleinement exposé dans un traité intitulé Le témoignage du roi des martyrs (1729). Pour la promulgation de ces vues, qui sont en désaccord avec les doctrines de l'église nationale d'Écosse, il est convoqué (1726) devant son presbytère, où au cours d'une enquête, il affirme sa conviction que chaque église nationale établie par le Les lois des royaumes terrestres sont antichrétiennes dans leur constitution et persécutrices dans leur esprit, et ont en outre déclaré des opinions sur le sujet du gouvernement de l'église qui équivalent à une répudiation du presbytérianisme et à une acceptation du type puritain de l'indépendance.

### Suspension du ministère
Pour ces opinions, il est en 1728 suspendu de ses fonctions ministérielles, et finalement renvoyé en 1730. Les membres de la société déjà mentionnés, cependant, continuent pour la plupart à le suivre, constituant ainsi la première église glassite ou glasite. Le siège de cette congrégation est transféré peu de temps après à Dundee (d'où Glas est ensuite transféré à Édimbourg), où il officie pendant un certain temps en tant qu'ancien. Il travaille ensuite à Perth pendant quelques années, où il est rejoint par Robert Sandeman  qui épouse sa fille Catherine — finalement Sandeman est reconnu comme le chef et le principal représentant des vues de Glas, les développant dans une direction qui les exposent à l'accusation d'antinomisme.

### Restauration au ministère
Finalement, en 1730, Glas retourne à Dundee pour le reste de sa vie. Il introduit dans son église la coutume primitive de l' osculum pacis et de l'agape célébrée comme un repas commun avec du bouillon. De cette coutume, sa congrégation est connue sous le nom de « le kail kirk ». En 1739, l'Assemblée générale, sans aucun appel de sa part, lève la sentence d'exclusion contre lui et le rétablit au statut de ministre de l'Évangile du Christ, mais pas celui de ministre de l'Église établie d'Écosse, déclarant que il ne peut prétendre à aucune charge tant qu'il n'aurait pas renoncé à des principes incompatibles avec la constitution de l'Église.

### Vie privée
En 1721, Glas épouse Katherine Black, la plus jeune fille du révérend Thomas Black de l'église St John à Perth. Black est modérateur de l'Assemblée générale de l'Église d'Écosse .
Le couple connait un mariage heureux et met au monde 15 enfants - qui sont tous décédés avant lui, tout comme sa femme, décédée de la tuberculose en 1749, 24 ans avant lui. Son fils, le capitaine George Glas est assassiné avec sa femme et sa fille à bord d'un navire au trésor voyageant de Tenerife à Londres en 1765. L'affaire est connue à l'époque et l'on pense qu'elle a inspiré «l'île au trésor» de RS Stevenson. Stevenson grandit à côté de l'église Glasite à Édimbourg et la famille y a peut-être pratiqué. Selon les récits de l'époque, Glas est un homme des plus généreux, très proche des enfants, un homme des plus humains, sans aucune trace de fanatisme ou de sectarisme. Une fille Agnes Glas épouse Hector Turnbull qui développe des champs de blanchiment à Luncarty près de Perth.
John Glas est décédé le 2 novembre 1773 et est enterré à The Howff à Dundee le 5 novembre 1773 . La tombe se trouve au sud-ouest près d'un chemin nord-sud. Le monument de grès d'origine s'est érodé et a été remplacé par un monument de granit rouge de longue durée vers 1880.

### Christianisme non confessionnel
Glas trouve des incohérences avec l'Église d'Écosse et ce qu'il trouve dans le Nouveau Testament, il dirige un mouvement d'église au cours de la première moitié du 18e siècle qui promeut l'idéal que l'église devrait être gouvernée par l'ordre simple dans le Nouveau Testament plutôt que par des conseils humains et des synodes. Une trentaine d'Églises du Christ sont établies en Grande-Bretagne grâce aux efforts de Glas et d'autres, dont son gendre, Robert Sandeman. Ces églises mettent l'accent sur le port des seuls noms du Nouveau Testament - généralement « Église du Christ », enseignent que le baptême est destiné à la rémission des péchés et pratiquent le chant a cappella dans le culte.

## Publications
Les travaux publiés de Glas témoignent de son esprit vigoureux et de ses réalisations savantes. Sa reconstruction du Vrai Discours de Celsus (1753), à partir de la réponse d'Origène, est un ouvrage compétent et savant. Le Témoignage du Roi des Martyrs concernant son Royaume (1729) est une répudiation classique de l'érastianisme et la défense de l'autonomie spirituelle de l'Église sous Jésus-Christ. Son bon sens apparaît dans son rejet de la tentative de John Hutchinson de prouver que la Bible fournit un système complet de science physique, et sa perspicacité dans ses Notes sur les textes bibliques (1747). Il a publié un volume de Christian Songs (Perth, 1784 ; 13e éd., 1847). Une édition rassemblée de ses travaux est publiée à Edimbourg en 1761 (4 vol., 8vo), et de nouveau à Perth en 1782 (5 vol., 8vo).

## Héritage
Bien que l'église Glasite soit maintenant « éteinte », certaines anciennes chapelles Glasite, qui ont tendance à être de forme inhabituelle, survivent, par exemple à Édimbourg, Dundee et Perth. L'ancienne église Glasite de Dundee est toujours utilisée à des fins religieuses, ayant été acquise par l'église paroissiale adjacente de St Andrews en 1973 et transformée en partie d'un complexe de salles . Les archives de l'église Glasite sont conservées par les services d'archives de l'Université de Dundee .